# Lisa Perterer
Lisa Perterer, född 16 oktober 1991 i Villach, är en österrikisk triathlet.
Perterer tävlade för Österrike vid olympiska sommarspelen 2012 i London, där hon slutade på 48:e plats i damernas triathlon. 
2019 blev Perterer utsedd till "Årets österrikiska triathlet". Vid olympiska sommarspelen 2020 i Tokyo tävlade Perterer återigen i damernas triathlon och slutade på 27:e plats.